# Hans Friedenthal
Hans Friedenthal (geboren 14. Januar 1900 in Posen; gestorben 1987) war ein deutscher Mediziner.

## Leben
Hans Friedenthal war ein Sohn des Kaufmanns Isidor Friedenthal und der Elisabeth Havelland, er hatte zwei Brüder, einer war der Journalist Herbert Freeden. Ihr Vater kam 1940 bei der illegalen Einreise nach Palästina auf dem Schiff Patria ums Leben. 
Hans Friedenthal lebte von 1920 bis 1928 in Palästina. Er kehrte nach Deutschland zurück und war von 1934 bis 1936 Präsident des deutschen Makkabi-Sportverbandes. Von 1935 bis zu seiner Auswanderung 1938 nach Palästina war er Vorsitzender des Reichsverbandes jüdischer Sportvereine. 1936 war er geschäftsführender Vorsitzender der Zionistischen Vereinigung für Deutschland.
Während der Reichspogromnacht am 9. November 1938 wurde sein Büro zerstört.
Von 1952 bis 1968 arbeitete er in Jaffa als Direktor des Donollo-Krankenhauses.